# Ziryab
Ziryab, în limba arabă زریاب, este porecla lui Abu l-Hasan Ali ibn Nafi’ , أبو الحسن علي ابن نافع ,‎ (n. 789 d.Hr., Mosul, Irak – d. 857 d.Hr., Córdoba, Andaluzia, Spania), poet, interpret la lăută, vocalist, compozitor și profesor care a trăit la Bagdad, apoi în Africa de Nord și în Andaluzia medievală (Spania musulmană). Ziryab în limba arabă înseamnă „gaiță” (زرياب), el fiind numit de spanioli, datorită tenului închis și a vocii frumoase, și Pájaro Negro (pasăre neagră). Unele surse spun că Ziryab era un sclav originar din Bagdad (بغداد) care și-ar fi căutat libertatea fugind în îndepărtata provincie al-Andalus.

## Biografie
S-a născut la Bagdad, ajungând să cânte și să-și câștige faima la curtea Abbassizilor, însă cariera lui muzicală s-a desăvârșit în al-Andalus (Spania maură). Discipol al lui al-Mawṣli (الموصيلي  (767-850, născut în orașul Kufa, Irak, Ziryab sosește la Córdoba în anul 822 și devine în scurt timp un model social datorită numărului mare de cântece pe care le știa, a cunoștințelor  din domeniul științelor fizice, a caracterului său plăcut și a comportamentului distins. Renumit pentru obiceiurile orientale rafinate aduse de la Bagdad, el poseda vaste cunoștințe de geografie, astronomie, botanică, meteorologie, dar și de artă culinară, cosmetică și modă, pe care le-a prezentat curții de la Córdoba. 

## Activitatea muzicală
La Córdoba era preferatul lui Abd-al-Raḥmān II عبدالرحمان الثان. Se spune că Ziryab a fost cel care a înlocuit plectrul (pana) din gheară de vultur cu cel din lemn, a adăugat lăutei o a cincea coardă și a înființat o școală care a devenit un fel de conservator de muzică andaluză. Ulterior au apărut și alte școli la Sevilla, Toledo, Valencia și Granada, inspirate din activitatea celei înființate de Ziryab la Córdoba. Erou civilizator pentru majoritatea istoricilor medievali, Ziryab se dovedește a fi susținătorul unui curent modernist în muzica arabă, intrând în conflict cu alți muzicieni, susținători fervenți ai păstrării nealterate a tradiției muzicale. El reunește mai multe poeme de tip sawt într-o minisuită cu trei și chiar patru mișcări . Astfel, el fundamentează rudimentele unei forme de suită ce va constitui nucleul repertoriului de tip andaluz. Prin contribuțiile muzicale pe care le-a adus, Ziryab a reușit să pună bazele timpurii ale muzicii clasice spaniole, devenind o figură culturală revoluționară în Iberia secolului al VIII-lea și al IX-lea. Specialiștii consideră că adevărata artă muzicală în al-Andalus începe odată cu Ziryab.

## Promotor al unor noi valori
Ziryab a revoluționat curtea regală de la Córdoba și a transformat-o într-o capitală a eleganței și a stilului. Astfel, el a devenit foarte cunoscut drept un „arbitru” al eleganței conducătorilor arabi, influențând stilul de îmbrăcăminte, bucătăria și mobilierul. El a înființat o nouă modă, schimbând hainele în funcție de vreme și de sezon. A venit cu sugestii pentru schimbul hainelor pentru dimineață, după-amiază și seară. Se spune că a creat chiar și un tip de deodorant, pentru a-i scăpa pe oameni de mirosurile neplăcute, și a promovat, de asemenea, băile de dimineață și de seară, subliniind necesitatea menținerii igienei personale. Se crede că tot Ziryab a fost acela care a inventat o primă pastă de dinți, pe care a popularizat-o în toată Iberia islamică. 
Potrivit unor surse istorice, înaintea sosirii lui Ziryab, toți oamenii din al-Andalus, atât bărbații cât și femeile, dar și nobilii de la curtea din Córdoba purtau părul lung, despărțit la mijloc, lăsându-l să atârne pe umeri. Ziryab își tunsese părul cu breton, lăsat întins până la sprâncene. Așa a făcut cunoscut tunsul și a impus noi stiluri de tuns, atât pentru bărbați, cât și pentru femei, introducând uleiurile și sărurile pentru o îmbunătățire a calității părului. A popularizat bărbieritul printre bărbați și a deschis ceea ce astăzi se numesc saloane de înfrumusețare pentru femei.  
Datorită lui Ziryab, înalta societate de la Córdoba a învățat din Orient: purtatul bretonului, rețete de bucătărie (una dintre aceste rețete fiind păstrată și astăzi în Spania, sub numele de Ziryab), consumul de sparanghel, utilizarea paharelor de cristal în locul celor de aur și argint, precum și folosirea fețelor de masă din piele fină. Datorită lui, cultura și civilizația din al-Andalus s-au schimbat pentru totdeauna.